# Carl Ahlborn

Carl Ahlborn (1901)

Carl August Ahlborn, auch Karl Ahlborn (* 26. April 1847 in Lenglern; † 1940 in Göttingen), war ein deutscher Turner und Turnfunktionär. Als „Turnvater“  beeinflusste er über Jahrzehnte das damals als Volkssport sehr beliebte Turnen in Hessen und in Teilen von Niedersachsen und Sachsen-Anhalt und gilt mit 35-jähriger Amtszeit neben Adolf Grahn als einer der am längsten amtierenden niedersächsischen Turnführer. 

## Leben und Wirken
Nach dem Besuch der Bürgerschule Göttingen nahm er eine Ausbildung zum Buchhalter und Kaufmann auf, die er 1861 abschloss. 1862 trat er im Alter von 15 Jahren als Zögling in den Männerturnverein Göttingen ein, dessen stimmberechtigtes Mitglied er 1864 wurde. Er nahm am Deutsch-Französischen Krieg 1870/71 als Unteroffizier im 7. Westfälischen Infanterieregiment Nr. 56 teil und war an den Schlachten bei Metz und an der Loire beteiligt. 1873 eröffnete er in Göttingen nach seiner Heirat ein eigenes Geschäft. 
Als aktiver Turner wurde er am 28. Januar 1877 zum Kreisvertreter des VII. Kreises („Oberweser“) der Deutschen Turnerschaft gewählt. Dieser Turnkreis umfasste die Region Oberweser, Hessen, die südliche Provinz Hannover, das südliche Herzogtum Braunschweig und das Fürstentum Waldeck-Pyrmont. Ahlborn war zuständig für über 300 Vereine mit ca. 20.000 Mitgliedern und u. a. auch für die Organisation der aller zwei Jahre an anderen Orten ausgetragenen Kreisturnfeste des Turnkreises „Oberweser“ verantwortlich, die aufgrund ihrer breiten Öffentlichkeitswirkung zur Förderung des Turnsportes beitrugen. Gleichzeitig wurde Ahlborn 1877 Mitglied des reichsweiten Ausschusses der Deutschen Turnerschaft, zu dessen stellvertretenden Schriftführer er später gewählt wurde. Durch eine Eingabe im Deutschen Reichstag trug er als Ausschussmitglied 1893 maßgeblich dazu bei, dass der Turnunterricht in den Schulen flächendeckend im gesamten Deutschen Reich eingeführt wurde. Mehrfach nahm er in führender Stellung an den seit 1860 ausgetragenen internationalen Deutschen Turnfesten teil.
Daneben gab er als „Turnerische Zeitschrift“ das Kreisblatt für den VII. deutschen Turnkreis "Oberweser" und in den Jahren von 1909 bis 1919 elf Bände unter dem Titel Ergebnis der Bestandserhebung im VII. deutschen Turnkreise in Göttingen heraus.
Ahlborn erfüllte beide Funktionen in der Deutschen Turnerschaft 35 Jahre bis 1912. Sein Amtsnachfolger wurde Bernhard Engelhardt, der mit seiner Unterstützung 1938 die Geschichte über den 7. Deutschen Turnkreis (Oberweser) veröffentlichte, in der die Verdienste Ahlborns umfangreich gewürdigt werden.

## Ehrungen
Aufgrund seiner Verdienste ehrte ihn der Turnkreis nach seinem Ausscheiden mit einer Stiftung.